# Saison 2 du Seigneur des anneaux : Les Anneaux de Pouvoir
Chronologie
Saison 1
Cet article présente les épisodes de la deuxième saison de la série télévisée américaine Le Seigneur des anneaux : Les Anneaux de pouvoir.

## Synopsis
Se déroulant des milliers d'années avant les évènements du Seigneur des Anneaux, au cours du Second Âge de la Terre du Milieu, la saison décrit l'ascension du Seigneur des Ténèbres Sauron et la création de nouveaux Anneaux de pouvoir.
Après la révélation que le Seigneur des Ténèbres Sauron se faisait passer pour l'humain Halbrand, il se déguise en un Elfe nommé Annatar. Il trompe alors le forgeron elfique Celebrimbor et le pousse à créer des Anneaux de Pouvoir des nains et des hommes qu'il veut utiliser pour les contrôler tous. Dans le même temps il manigance en secret la bataille inévitable entre les Orc et les armées des Elfes, pour aboutir à la destruction de l'Eregion. Sauron exploite de « sérieuses fissures » au sein des sociétés y compris les Nains. Développant la cupidité des Nains, un des anneaux des nains pervertit le roi Durin III qui devient fou et cherche à creuser la montagne de Khazad-dûm de plus en plus profondément à la recherche de richesses, au risque d'une terrible catastrophe.

## Distribution[1],[2]

### Acteurs principaux
- Morfydd Clark (VF : Ingrid Donnadieu ; VQ : Sarah Anne Parent) : Galadriel
- Robert Aramayo (VF : Damien Witecka ; VQ : Maël Davan-Soulas) : Elrond
- Markella Kavenagh (VF : Claire Bouanich ; VQ : Marguerite D'Amour) : Eleanor « Nori » Brandepied
- Megan Richards (VF : Julie Dray ; VQ : Estelle Fournier) : Poppy Fiercompère
- Charlie Vickers (VF : Marc Arnaud ; VQ : Adrien Bletton) : Halbrand / Annatar / Sauron
- Ismael Cruz Córdova (VF : Eilias Changuel ; VQ : Iannicko N'Doua-Légaré) : Arondir, soldat elfe
- Daniel Weyman (VF : Pierre Tissot ; VQ : Pierre-Étienne Rouillard) : L'Étranger/Gandalf
- Owain Arthur (VF : Éric Herson-Macarel ; VQ : Alexandre Daneau) : Durin IV, prince du royaume nain de Khazad-dum
- Sophia Nomvete (VF : Céline Ronté ; VQ : Meggie Proulx-Lapierre) : Disa, princesse du royaume nain de Khazad-dum
- Lloyd Owen (VF : Adrien Antoine ; VQ : Normand D'Amour) : capitaine Elendil, officier de la flotte de Númenor
- Cynthia Addai-Robinson (VF : Aurélie Konaté ; VQ : Florence Blain Mbaye) : Tar-Míriel, régente de Númenor
- Tyroe Muhafidin (VF : Hugo Brunswick ; VQ : Matis Ross) : Theo, fils de Bronwyn
- Trystan Gravelle (VF : Bruno Choël ; VQ : Frédérik Zacharek) : Ar-Pharazôn, chancelier de Númenor
- Charles Edwards (VF : Edgar Givry ; VQ : Carl Béchard) : Celebrimbor, légendaire forgeron elfe
- Max Baldry (VF : Aurélien Raynal ; VQ : Louis-Philippe Berthiaume) : cadet Isildur, recrue de la flotte de Númenor
- Benjamin Walker (VF : Valentin Merlet ; VQ : Tristan Harvey) : Gil-galad, haut-roi des Noldor
- Ema Horvath (en) (VF : Rebecca Benhamour ; VQ : Geneviève Bédard) : Eärien, fille d'Elendil et sœur d'Isildur
- Sam Hazeldine (VF : Boris Rehlinger ; VQ : Stéphane Brulotte) : Adar, chef des Orques
- Leon Wadham (VF : Clément Moreau ; VQ : Gabriel Lessard) : Kemen, fils de Pharazôn
- Ben Daniels : Círdan, seigneur des Havres Gris

### Acteurs récurrents
- Will Fletcher (VQ : Éric Paulhus) : Finrod
- Fabian McCallum (VF : Julien Bouanich ; VQ : Marc-André Brunet) : Thondir
- Kip Chapman : Rían
- Thusitha Jayasundera (en) : Malva
- Maxine Cunliffe (VF : Daria Levannier) : Vilma
- Geoff Morrell (VF : Jean-Pol Brissart ; VQ : Sylvain Hétu) : Waldreg
- Peter Tait : Tredwill
- Peter Mullan (VF : Philippe Catoire ; VQ : Guy Nadon) : Durin III, roi du royaume nain de Khazad-dum
- Ian Blackburn : Rowan
- Augustus Prew (VF : Benjamin Bollen) : Médhor
- Kevin Eldon : Narvi
- Simon Merrells (en) (VF : Valéry Schatz) : Revion
- Alex Tarrant (VF : Juan Llorca) :  Valandil
- Ken Blackburn (en) : Tar-Palantir, roi déchu de Númenor
- Bridie Sisson : L'Habitante
- Edith Poor : La Nomade
- Kali Kopae : L’Ascète
- Rory Kinnear : Tom Bombadil

## Épisodes[3]

### Épisode 1:Les Anneaux des Elfes sous les Étoiles
- Mondial : 29 aout 2024 sur Prime Video

À l'aube du Second Âge, Sauron se déclare nouveau Seigneur des Ténèbres après la défaite de son maître, Morgoth. Mais Adar et ses Orques se rebellent et le tuent. Cependant, l'esprit de Sauron perdure et forme un nouveau corps au fil des années. Il prend le nom de "Halbrand", puis rejoint un groupe d'humains qui font naufrage et rencontre Galadriel.
Dans le présent, Galadriel révèle l'identité d'Halbrand au Haut Roi Gil-Galad et à son héraut, Elrond, convainquant Gil-Galad qu'ils doivent utiliser les anneaux pour restaurer le pouvoir déclinant des Elfes en préparation d'une guerre contre Sauron. Elrond s'y oppose, craignant que Sauron ne les manipule, et s'échappe avec les anneaux.
Au Mordor, Halbrand torturé par Adar, révèle que Sauron est revenu et propose d'aller à Eregion, le royaume elfique où les anneaux ont été forgés, pendant qu'Adar lève son armée. 
Elrond apporte les anneaux à Círdan, l'elfe le plus ancien et le plus sage de la Terre du Milieu, qui accepte de les jeter dans un grand gouffre de l'océan. Cependant, Círdan voit accidentellement les anneaux et finit par en enfiler un. Au Lindon, la capitale elfique, Gil-galad déclare aux elfes qu'ils doivent abandonner la Terre du Milieu à son sort, mais il est interrompu par l'arrivée de Círdan. Galadriel et Gil-galad mettent les deux autres anneaux et le pouvoir fané des elfes est restauré.

### Épisode 2:Là où les étoiles sont étranges
- Mondial : 29 aout 2024 sur Prime Video

L'éruption de la Montagne du Destin provoque un tremblement de terre dans le royaume nain de Khazad-dûm qui détruit leurs infrastructures et conduit au flétrissement de leurs récoltes. L'épouse de Durin IV, Disa, réalise que sa capacité à chanter pour les montagnes ne peut les aider et tente de convaincre les Durins de parler.
Galadriel a une vision de la mort de Celebrimbor. Alors qu'ils planifient une attaque contre le Mordor, elle exprime son inquiétude au Haut Roi Gil-galad quant à la possibilité que Sauron soit en Eregion et demande à s'y rendre. Gil-galad a également des visions depuis qu'il a mis son Anneau de Pouvoir, mais refuse d'envoyer Galadriel seule car elle a déjà été trompée par Sauron. Elle demande à Elrond de l'accompagner. Il refuse d'abord puis est nommé chef de la compagnie de Galadriel, à son grand désespoir.
À Caras Gaer, dans l'ouest du Rhûn, le "mage noir" exprime son mécontentement envers l'"Habitante" qui n'a pas réussi à capturer l'Étranger. Il envoie un groupe de cavaliers dirigé par Brânk à sa poursuite. l'Étranger, Nori et Poppy traversent alors le désert pour éviter d'être détectés. Manquant de nourriture et d'eau, l'Étranger s'effondre de déshydratation. Les Piévelues trouvent un puits et parviennent à le réanimer, mais alertent accidentellement les cavaliers de leur emplacement. Trouvant un bâton qu'il reconnaît dans ses rêves, l'Étranger invoque une tempête de sable qui chasse les cavaliers. Il perd le contrôle, le bâton se désintègre et la tempête emporte Nori et Poppy.

### Épisode 3:L’Aigle et le Sceptre
- Mondial : 29 aout 2024 sur Prime Video

Après la mort présumée de son fils Isildur lors de l'éruption de la Montagne du Destin, le capitaine Elendil retourne à Númenor avec la reine régente Míriel, aveugle, et d'autres survivants. Il tente d'emmener le cheval d'Isildur, Berek, avec eux, mais le cheval refuse de partir et Elendil le relâche. Berek retourne au Mordor et trouve Isildur, vivant, dans un nid d'araignées géantes. Berek réveille Isildur, qui combat une araignée particulièrement grosse et s'échappe. Ailleurs en Mordor, Adar demande à Damrod, le troll des collines, de rejoindre son armée pour combattre Sauron.
Celebrimbor et Sauron, ce dernier se faisant passer pour Annatar, invitent le prince Durin IV et la princesse Disa à Eregion et leur révèlent leur projet de créer des anneaux de pouvoir pour les nains. Durin IV ne fait pas confiance à Annatar et soumet à contrecœur cette proposition au roi Durin III, qui accepte de donner aux Elfes le mithril dont ils ont besoin pour créer davantage d'anneaux.
À Númenor, de nombreux citoyens expriment leur désapprobation quant à l'ascension de Míriel sur le trône à la suite de la mort de son père, le roi Tar-Palantir. Cette désapprobation est due à sa décision de se rendre en Terre du Milieu, qui a entraîné tant de morts, et aussi à sa cécité. Le seigneur Belzagar conseille au cousin de Míriel, Pharazôn, de revendiquer le trône pour lui-même. Pharazôn craint qu'il n'y ait pas assez de soutien public pour une telle démarche, jusqu'à ce que la fille d'Elendil, Eärien, révèle qu'elle a volé le palantír (boule de cristal) de Míriel.
En quittant le Mordor, Isildur rencontre une jeune femme nommée Estrid. En route pour Pelargir, une ancienne colonie númenóréenne, ils sont attaqués par des hommes sauvages qui volent Berek. Ils sont sauvés par l'elfe Arondir. À Pelargir, Arondir organise les funérailles de Bronwyn, la guérisseuse humaine dont il est tombé amoureux, qui a succombé à ses blessures lors de la bataille qui a précédé l'éruption. Le fils de Bronwyn, Theo, rejette les tentatives d'Arondir pour le réconforter. Isildur se lie avec Estrid après la mort de leurs proches respectifs, sans savoir qu'elle porte la marque d'Adar. Theo et Isildur tentent de reprendre Berek aux Hommes Sauvages et y parviennent presque, jusqu'à ce que Theo et les Hommes Sauvages soient capturés par quelque chose d'inconnu.
Pendant le couronnement de Míriel, Eärien révèle le palantír, ce qui provoque l'indignation du peuple qui est largement contre les anciennes coutumes elfiques de Númenor. Un Grand Aigle arrive au couronnement, un présage rare et puissant pour le nouveau souverain. Cependant, Belzagar prétend que la présence de l'aigle signifie plutôt un soutien à Pharazôn.

### Épisode 4:L'Aîné
- Mondial : 5 septembre 2024 sur Prime Video

Elrond et Galadriel partent pour Eregion avec une compagnie d'Elfes. Ils arrivent à un pont qui a été détruit par la foudre et sont obligés de prendre un autre chemin. Galadriel reçoit une vision de son Anneau de Pouvoir qui lui indique qu'un danger se trouve sur leur nouveau chemin et pense qu'il s'agit d'un piège tendu par Sauron. Elrond ne tient pas compte de l'avertissement de l'anneau.
Séparé de ses compagnons, l'Étranger rencontre un homme mystérieux qui se présente comme Tom Bombadil. Après avoir sauvé l'Étranger de la destruction par un arbre, Tom explique qu'il est « l'aîné » et qu'il se souvient d'un temps où il n'y avait pas encore d'étoiles. Il est venu à Rhûn pour voir ce qu'il était advenu de ce pays autrefois magnifique, qui n'est plus qu'une terre en friche gouvernée par le Magicien Noir. Tom explique que l'Étranger a été chargé d'arrêter à la fois le Magicien noir et Sauron.
Nori et Poppy rencontrent une communauté de semi-hommes appelés Stoors qui vivent dans un canyon désertique. Gundabale Earthauler, le chef des Stoors, a l'intention de les rejeter parce qu'ils sont chassés par le Magicien noir. Elle se rend compte que les semi-femmes descendent d'un Stoor parti à la recherche du Sûzat, un endroit aux collines verdoyantes qu'il rêvait de voir habiter par des semi-hommes. Deux cavaliers Gaudrim du Magicien Noir viennent à la recherche des semi-femmes et sont repoussés par Gundabale.
Arondir en déduit qu'Estrid est l'un des Hommes Sauvages. Elle regagne la confiance d'Isildur lorsque lui et Arondir sont aspirés dans une fosse de boue habitée par une créature sans nom et qu'elle les aide à se libérer. Ils sont confrontés à deux Ents qui ont capturé Theo et les Hommes Sauvages en représailles à l'abattage des arbres par les Hommes Sauvages et par l'armée orque d'Adar. Arondir promet de protéger la forêt et les Ents libèrent leurs prisonniers ; l'un des hommes sauvages est Hagen, le fiancé d'Estrid. Arondir laisse Théo à la tête de Pelargir et suit la piste des Orques.
Après avoir combattu les Barrows - des esprits habitant les cadavres d'humains morts depuis longtemps - les Elfes trouvent l'armée d'Adar et l'un de leur groupe, Camnir, est touché par une flèche. Il est guéri par l'anneau de Galadriel. Elle donne l'anneau à Elrond et lui dit de retourner à Lindon pour avertir le Haut Roi Gil-galad. Galadriel reste pour repousser les Orques et est capturée par Adar.

### Épisode 5:Salles de Pierre
- Mondial : 12 septembre 2024 sur Prime Video

### Épisode 6:Où est-il?
- Mondial : 19 septembre 2024 sur Prime Video

À Númenor, Elendil est condamné pour haute trahison contre le nouveau royaume dirigé par Pharazôn, car il a refusé de lui jurer loyauté. Il devra être jeté dans un lagon pour affronter un ver marin géant. Alors qu'Elendil est sur le point d'entrer dans le lagon, Míriel prend sa place. Elle survit à l'épreuve et est jugée innocente. Cela pousse Pharazôn à se tourner vers le palantír pour obtenir des conseils. Il y voit qu'Halbrand, amené par Galadriel à Numenor (saison 1), est en fait Sauron. 
À Khazad-dûm, les nains ont accumulé des montagnes de trésors pour le roi, à tel point qu'ils entourent le trône du roi Durin. Annatar/Sauron visite le royaume, demandant à acheter ou à échanger plus de mithril, mais son offre est rejetée par le roi, de plus en plus cupide. Annatar/Sauron part paisiblement, mais pas avant d'avoir parlé avec le Balrog. Disa veut lancer une rébellion pour bloquer l'expansion du roi dans les grottes. 
Celebrimbor est de plus en plus frustré par l'échec de ses créations pour les anneaux des hommes, qui exigent plus de mithril. Il est à court de ressources en métal, puisque les Nains ont cessé leur envoi. Ses elfes affrontent les mauvais comportements de Celebrimbor, celui-ci montrant des signes de folie ou de stress précoces, s'agitant facilement et oubliant les noms de ses apprentis elfes. Annatar/Sauron prétend lui offrir un peu de réconfort en l'isolant des autres elfes, car il préfère que Celebrimbor se concentre entièrement sur les anneaux. Ainsi, Annatar/Sauron devient responsable des questions administratives en son nom. Maintenant qu'il a autorité sur Eregion, c'est lui que les soldats alertent sur leur découverte du corps d'un soldat tué par les Orcs, le cadavre portant un message qui dit : "Où est-il ?"
Au camp des Orcs, Adar sait que Galadriel recherche désespérément Sauron, avec l'intention de le détruire. Il suggère une alliance entre les Orcs et les Elfes, en utilisant la couronne de Morgoth et les anneaux elfiques pour se débarrasser de Sauron. Adar a alors déduit correctement que Halbrand est Sauron et qu’il se trouve dans l’Eregion, ce que Galadriel confirme. Elle est d’accord avec Adar sur le fait qu’ils doivent travailler ensemble pour mettre fin au règne de Sauron. Mais soudain, Adar se retourne contre Galadriel, la piégeant pour qu’elle révèle les plans des Elfes. Sachant que les Elfes ne laisseraient jamais les Orcs tranquilles, il prévoit d’emmener son armée d’Orcs assiéger l’Eregion. Galadriel prévient Adar qu’il s’agit d’un piège et que c’est exactement ce que Sauron veut qu’il se passe. Sauron n'ayant pas encore d'armée, il utilisera donc l'armée des Orcs, amenée par Adar, pour combattre les Elfes.
Alors que Celebrimbor travaille sur la conception des anneaux, il entend l'alarme de siège sonner dans sa ville, mais Annatar/Sauron répond que tout est sous contrôle. Celebrimbor refuse alors de rester dans la forge et veut voir ce qui arrive à son peuple, repoussant Annatar/Sauron. Mais celui-ci lui lance un sort, ce qui fait que Celebrimbor voit une Eregion en paix et heureuse, plutôt que la réalité d'un malheur et d'un désarroi imminents.
Celebrimbor se calme donc, mais il ne peut pas forger plus d'anneaux sans avoir plus de mithril. Annatar/Sauron lui présente du minerai de mithril sous forme d'une étrange poudre et encourage Celebrimbor à se concentrer sur les anneaux. 

### Épisode 7:Condamnés
- Mondial : 26 septembre 2024 sur Prime Video

### Épisode 8:L'ombre et la flamme
- Mondial : 3 octobre 2024 sur Prime Video

Le prince Durin IV affronte le roi Durin III alors que ce dernier découvre un énorme gisement de mithril sous Khazad-dûm. Le Balrog qui dort sous cette mine de mithril est réveillé par l'activité, il attaque Durin III. Celui-ci lègue son anneau de pouvoir à Durin IV et le nomme nouveau roi avant d'affronter le monstre alors que l'entrée de la caverne s'effondre.
L'Étranger se rend dans le canyon qui abrite Nori et Poppy. Il y rejette l'offre du sorcier noir de supplanter Sauron, ce qui entraine la destruction du canyon. Les Forts, qui appellent l'Étranger "Grand Elfe", sont obligés de s'exiler pour trouver un nouveau foyer et sont rejoints par Nori et Poppy. L'Étranger découvre une branche d'un arbre du canyon et l'adopte comme bâton. De retour auprès de Tom Bombadil, l'Étranger annonce qu'il prend le nom de "Gandalf".
Ar-Pharazôn apprend par le palantir qu'Halbrand était en fait Sauron déguisé. Il accuse Míriel de s'être alliée à Sauron, discréditant ainsi les résultats de son procès. Tous les membres des Fidèles sont accusés de trahison et arrêtés. Bien qu'elle ait suivi Ar-Pharazôn jusqu'à ce point, Eärien prévient Elendil afin éviter sa capture. Il tente de s'échapper avec Míriel mais elle refuse de le rejoindre, lui donne l'épée Narsil et l'envoie récupérer sa seigneurie à l'ouest de Númenor.
Kemen revendique Pelargir comme avant-poste militaire de Númenor et exige que les habitants du Sud et les Hommes sauvages coupent la forêt et lui apportent du bois en échange de provisions. Isildur et Estrid reconnaissent leurs sentiments l'un pour l'autre et il lui demande de retourner à Númenor avec lui, mais Kemen ne le permet pas et Isildur laisse Estrid avec Hagen.